# Taïfa de Silves
1027–1150
Entités précédentes :
- Taïfa de Badajoz

Entités suivantes :
- Taïfa de Séville
- Almohades

La Taïfa de Silves (arabe : طائفة شلب) était un royaume arabe qui a existé dans ce qui est aujourd'hui le sud du Portugal, pendant deux périodes distinctes : de 1027 à 1063, puis de 1145 à 1150, lorsqu'elle fut finalement conquise par le califat almohade.
La taïfa occupait la partie la plus occidentale de l'actuelle région portugaise de l'Algarve, près du cap Saint-Vincent, avec Silves comme capitale. Constituée au début du XIe siècle, elle a été gouvernée à partir de 1048 par la famille des Banu Muzayn. Trois émirs ont marqué cette période : Isa II al-Muzaffar (1048–1053), Muhammad II al-Nasir (1053–1058) et Isa III al-Muzaffar (1058–1063). Sous le règne de ce dernier, le royaume a été conquis par la puissante taïfa de Séville, dirigée par Abbad II al-Mu'tadid.

Lors de la deuxième période des taïfas, qui a suivi la chute de la dynastie almoravide, Silves devint brièvement le siège d'une seconde taïfa éphémère, de 1145 à 1150, avant d'être absorbée par les Almohades.

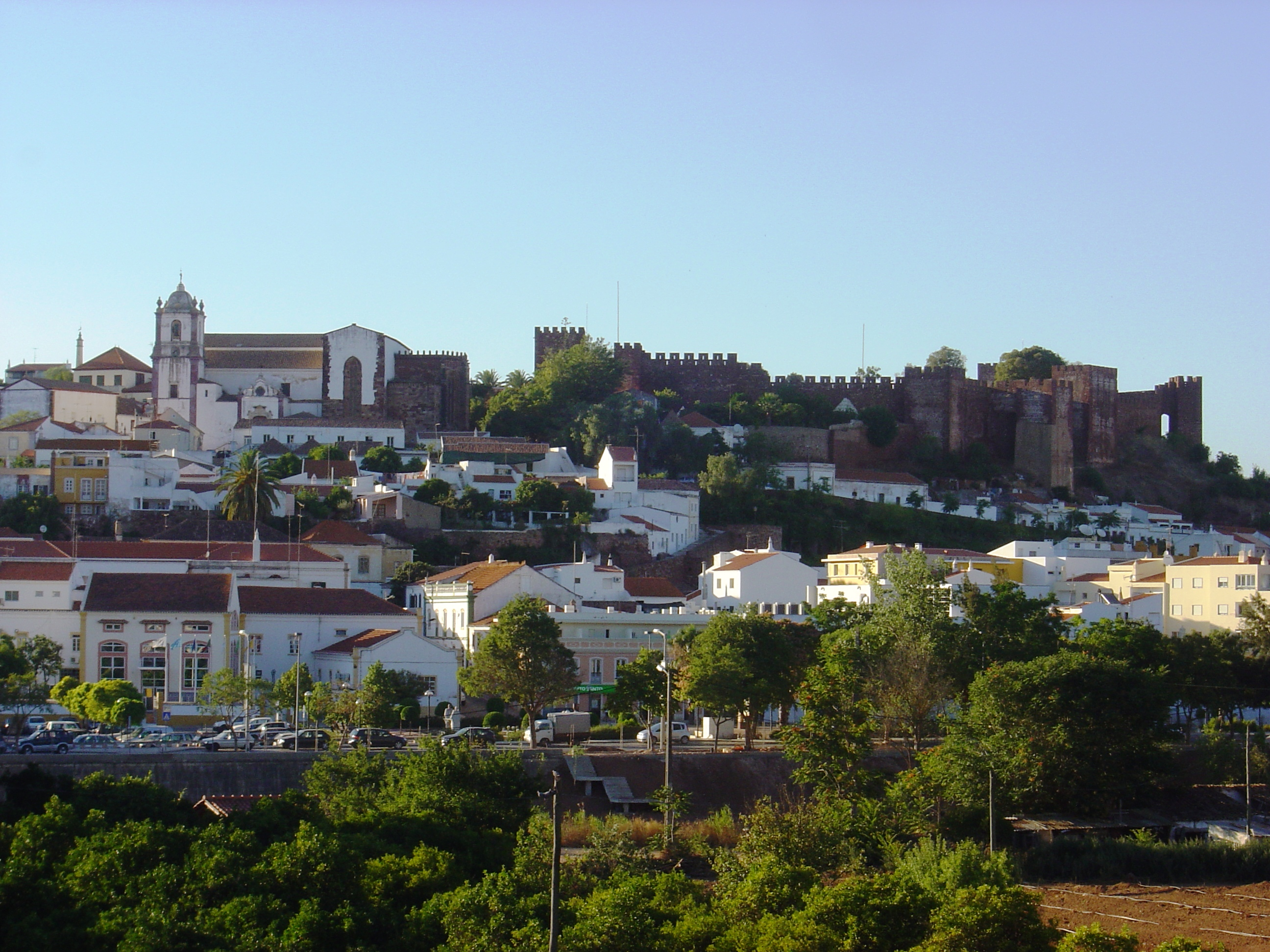
Vue de Silves avec son château maure

## Liste des émirs

### Banu Muzayn
- 'Isa I: 1027–1040/1[8]
- Muhammad I: 1040/1–1048[9]
- 'Isa II: 1048–1053[10]
- Muhammad II: 1053–1058[11]
- 'Isa III: 1058–1063[12]
  - de Séville: 1063–1091
  - du Maroc: 1091–1145

### Dynastie al-Mundirid
- Abu'l-Walid Muhammad: 1145–1150
  - de Maroc: 1150–1250